# Lobelia cyphioides
Lobelia cyphioides är en klockväxtart som beskrevs av William Henry Harvey. Lobelia cyphioides ingår i släktet lobelior, och familjen klockväxter. Inga underarter finns listade i Catalogue of Life.